# Оути (род)
Род Оути (яп. 大内氏 о:ути си) — самурайский род в Японии периода средневековья. Потомок корейских переселенцев VII века, боковой ветви королевского рода государства Пэкче. Происходит от рода Татара (яп. 多々良氏), владельцев села Оути (современная префектура Ямагути). XV—XVI века были апогеем могущества рода Оути, который контролировал 8 провинций и монополизировал международную торговлю с Китаем.

## История
В IX—X веках Оути были крупными землевладельцами в провинции Суо на западе Японии. К XI веку они сосредоточили в своём регионе производство железа и постепенно накапливали силы. Во время войны родов Минамото и Тайра в конце XII века Оути примкнули к победителям, чем укрепили свои позиции в регионе.
В период Камакура (1185—1333) Оути были владельцами всей территории Суо. После падения Камакурского сёгуната они захватили соседнюю провинцию Нагато (современная префектура Ямагути) и основали свою резиденцию в городе Ямагути. Во время войны северной и южной династий род Оути выступил союзником северной династии и дома сёгунов Асикага. От имени центральной власти военачальники рода захватили обширные земли на западе острова Хонсю и севере острова Кюсю.
После войны годов Онин (1467—1477) и децентрализации страны, Оути превратились на фактически независимых правителей Западной Японии. Их главным оппонентом был род Хосокава, правители Центральной Японии. Эти два рода постоянно воевали в Киото, попеременно сажая в столице своих марионеточных сёгунов. Соперничество Оути и Хосокавы достигло апогея в 1523 году, когда посольства обоих родов к императору Китая устроили резню в китайском городе Нинбо. Официальная торговля между Японией и Китаем была прервана, но вскоре восстановлена силами Оути, которые монополизировали её. Они даже добились от китайской стороны признания глав своего рода «королями Японии».
С конца XV — начала XVI века Оути были на вершине славы. Им подчинялись владельцы семи соседних провинций и марионеточные сёгуны Киото. Резиденция Оути в городе Ямагути была одной из самых роскошных мест тогдашней Японии, а казна глав рода содержала немало ценностей не только из Японии, но и Восточной и Юго-Восточной Азии. В самом городе творил известный японский художник Сэссю.
Однако, начиная со средины XVI века, начался постепенный упадок рода. Соседние мелкие правители окрепли и начали нападать на земли Оути. Особенно активными врагами были роды Отомо и Амаго. Давали о себе знать и экономические неурядицы — торговлю с Китаем начали перехватывать торговцы города Сакаи, а позже — португальские купцы. Пытаясь исправить свои позиции в торговле, Оути позволили последним проповедовать христианство.
Но главным ударом по Оути стал мятеж вассалов во главе с Суэ Харукатой в 1551 году против неудачливого главы рода Оути Ёситаки. Последнего убили, а на его место посадили марионеточного лидера. Этот мятеж стал причиной разрыва отношений между Оути и подконтрольными владельцами-«провинциалами». Один из них, род Мори, победил войска Суэ Харукати и в 1557 году захватил все западные земли Оути.
После падения резиденции рода и самоубийства последнего главы в 1558 году, Оути перестали существовать. Остатки рода пытались возродить его при поддержке рода Отомо с Кюсю в 1568 году, но были разбиты войсками Мори.

## Главы рода Оути
1. Оути Ёсихиро (яп. 大内義弘)
2. Оути Масахиро (яп. 大内政弘)
3. Оути Ёсиоки (яп. 大内義興)
  - Оути Такахиро (яп. 大内隆弘)
4. Оути Ёситака (яп. 大内義隆)
  - Оути Харумоти (яп. 大内晴持)
  - Оути Ёситака (яп. 大内義尊)
5. Оути Ёсинага (яп. 大内義長（大友晴英）)
  - Оути Тэрухиро (яп. 大内輝弘)